# Michael Schiffner
Michael Schiffner (nascido em 13 de julho de 1949) é um ex-ciclista profissional alemão. Competiu nos Jogos Olímpicos de Verão de 1976.